# Liste der Kantone im Département Isère
Das Département Isère liegt in der Region Auvergne-Rhône-Alpes in Frankreich. Es untergliedert sich in drei Arrondissements mit 29 Kantonen (französisch cantons).
Siehe auch: Liste der Gemeinden im Département Isère

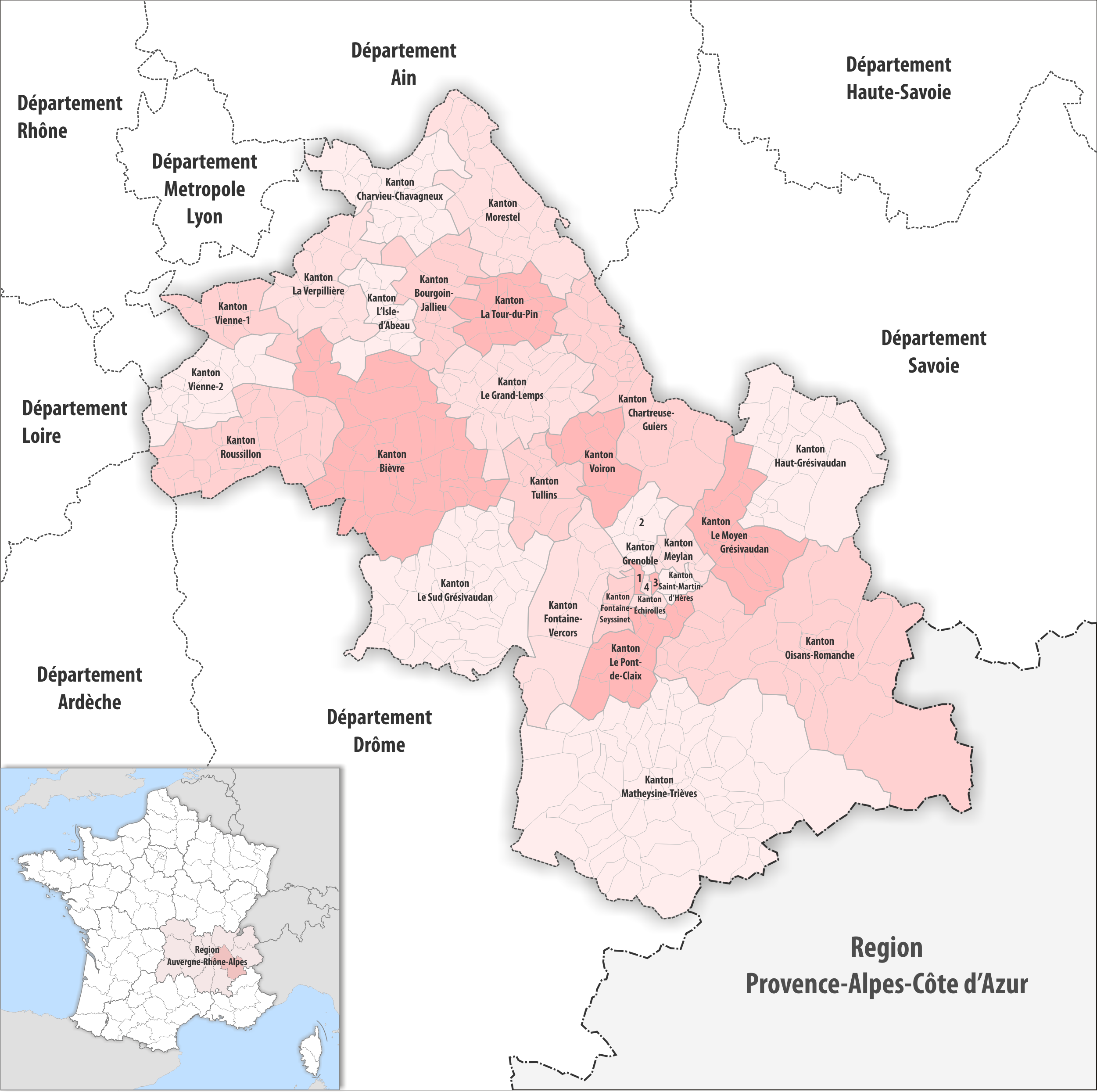
Gemeinden und Kantone im Département Isère

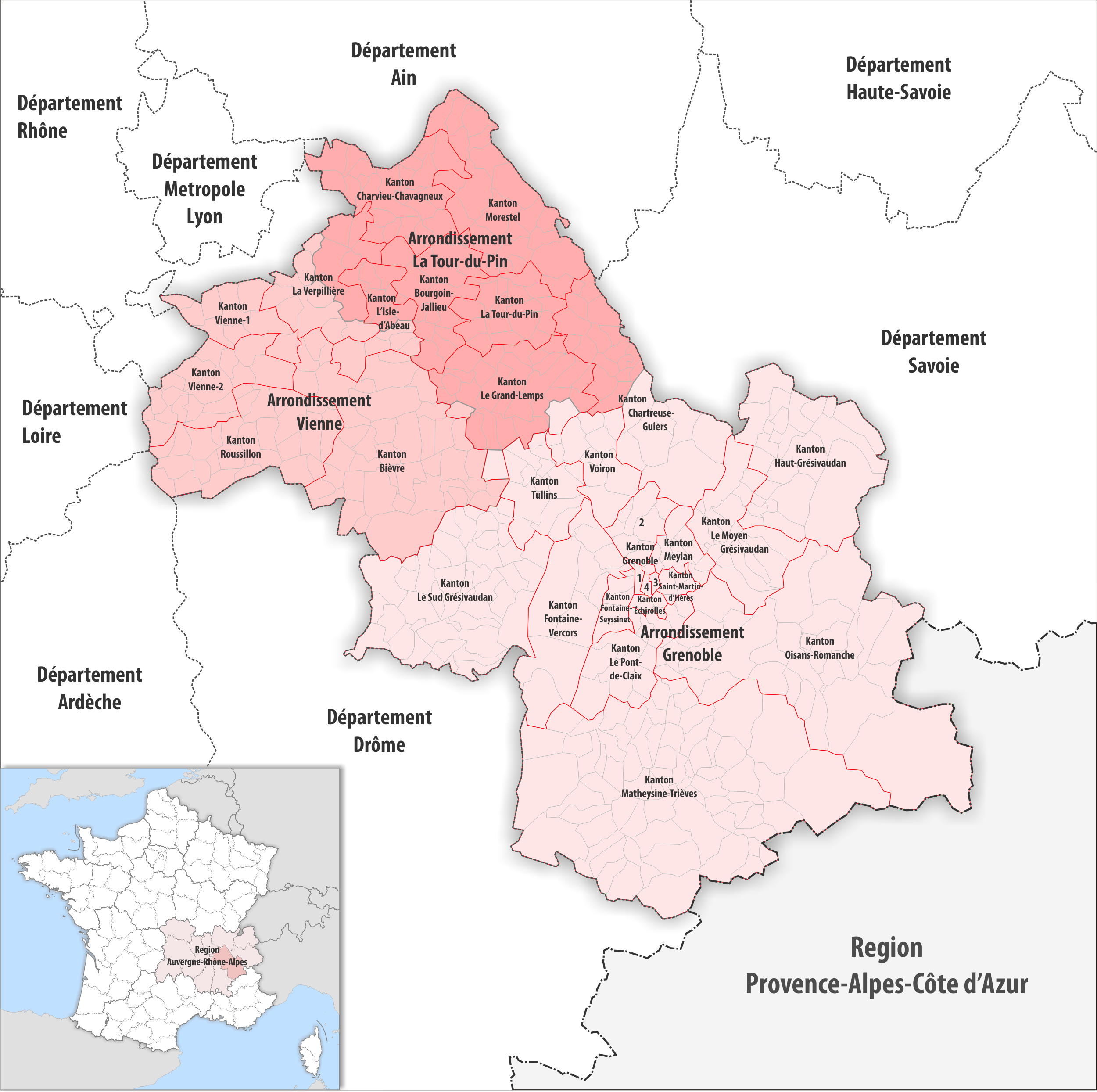
Gemeinden, Arrondissemente und Kantone im Département Isère

| Kanton               | Gemeinden | Einwohner 1. Januar 2022 | Fläche km² | Dichte Einw./km² | Code INSEE | Arrondissement(e)                |
| -------------------- | --------- | ------------------------ | ---------- | ---------------- | ---------- | -------------------------------- |
| Bièvre               | 44        | 45.823                   | 627,82     | 73               | 3801       | Vienne                           |
| Bourgoin-Jallieu     | 14        | 56.397                   | 186,55     | 302              | 3802       | La Tour-du-Pin                   |
| Chartreuse-Guiers    | 23        | 36.472                   | 384,08     | 95               | 3803       | Grenoble, La Tour-du-Pin         |
| Charvieu-Chavagneux  | 24        | 58.298                   | 248,31     | 235              | 3804       | La Tour-du-Pin                   |
| Échirolles           | 3         | 47.474                   | 15,14      | 3.136            | 3805       | Grenoble                         |
| Fontaine-Seyssinet   | 3 1⁄2     | 38.800                   | 44,30      | 876              | 3806       | Grenoble                         |
| Fontaine-Vercors     | 9 1⁄2     | 38.671                   | 302,59     | 128              | 3807       | Grenoble                         |
| Le Grand-Lemps       | 30        | 37.678                   | 320,48     | 118              | 3808       | Grenoble, La Tour-du-Pin, Vienne |
| Grenoble-1           | 1⁄4       | 44.946                   | 7,23       | 6.217            | 3809       | Grenoble                         |
| Grenoble-2           | 7 1⁄4     | 49.366                   | 80,64      | 612              | 3810       | Grenoble                         |
| Grenoble-3           | 1⁄4       | 48.295                   | 4,87       | 9.917            | 3811       | Grenoble                         |
| Grenoble-4           | 1⁄4       | 42.867                   | 3,36       | 12.758           | 3812       | Grenoble                         |
| Le Haut-Grésivaudan  | 24        | 43.897                   | 394,64     | 111              | 3813       | Grenoble                         |
| L’Isle-d’Abeau       | 13        | 54.128                   | 126,11     | 429              | 3814       | La Tour-du-Pin, Vienne           |
| Matheysine-Trièves   | 70        | 29.659                   | 1.260,66   | 24               | 3815       | Grenoble                         |
| Meylan               | 8         | 46.092                   | 64,28      | 717              | 3816       | Grenoble                         |
| Morestel             | 23        | 38.953                   | 345,56     | 113              | 3817       | La Tour-du-Pin                   |
| Le Moyen Grésivaudan | 15        | 45.468                   | 226,57     | 201              | 3818       | Grenoble                         |
| Oisans-Romanche      | 30        | 32.654                   | 697,88     | 47               | 3819       | Grenoble                         |
| Le Pont-de-Claix     | 12        | 47.702                   | 168,58     | 283              | 3820       | Grenoble                         |
| Roussillon           | 27        | 47.841                   | 331,96     | 144              | 3821       | Vienne                           |
| Saint-Martin-d’Hères | 4         | 48.331                   | 23,09      | 2.093            | 3822       | Grenoble                         |
| Le Sud Grésivaudan   | 44        | 41.933                   | 548,12     | 77               | 3823       | Grenoble                         |
| La Tour-du-Pin       | 17        | 37.950                   | 158,96     | 239              | 3824       | La Tour-du-Pin                   |
| Tullins              | 13        | 38.974                   | 153,06     | 255              | 3825       | Grenoble                         |
| La Verpillière       | 16        | 47.526                   | 224,74     | 211              | 3826       | La Tour-du-Pin, Vienne           |
| Vienne-1             | 9 1⁄2     | 45.089                   | 132,82     | 339              | 3827       | Vienne                           |
| Vienne-2             | 17 1⁄2    | 50.938                   | 206,97     | 246              | 3828       | Vienne                           |
| Voiron               | 10        | 49.158                   | 142,12     | 346              | 3829       | Grenoble                         |
| Département Isère    | 512       | 1.291.380                | 7.431,49   | 174              | 38         | –                                |

## Liste ehemaliger Kantone
Bis zum Neuzuschnitt der französischen Kantone im März 2015 war das Département Isère wie folgt in 58 Kantone unterteilt:
| Arrondissement | Kantone |
| -------------- | --- |
| Grenoble       | Allevard, Le Bourg-d’Oisans, Clelles, Corps, Domène, Échirolles-Est, Échirolles-Ouest, Eybens, Fontaine-Sassenage, Fontaine-Seyssinet, Goncelin, Grenoble-1, Grenoble-2, Grenoble-3, Grenoble-4, Grenoble-5, Grenoble-6, Mens, Meylan, Monestier-de-Clermont, La Mure, Pont-en-Royans, Rives, Roybon, Saint-Égrève, Saint-Étienne-de-Saint-Geoirs, Saint-Ismier, Saint-Laurent-du-Pont, Saint-Marcellin, Saint-Martin-d’Hères-Nord, Saint-Martin-d’Hères-Sud, Le Touvet, Tullins, Valbonnais, Vif, Villard-de-Lans, Vinay, Vizille, Voiron |
| La Tour-du-Pin | Bourgoin-Jallieu-Nord, Bourgoin-Jallieu-Sud, Crémieu, Le Grand-Lemps, L’Isle-d’Abeau, Morestel, Le Pont-de-Beauvoisin, Saint-Geoire-en-Valdaine, La Tour-du-Pin, La Verpillière, Virieu |
| Vienne         | Beaurepaire, La Côte-Saint-André, Heyrieux, Pont-de-Chéruy, Roussillon, Saint-Jean-de-Bournay, Vienne-Nord, Vienne-Sud |